# ایمنهاوزن
شهر ایمنهاوزندر ایالت هسن در کشور آلمان واقع شده‌است.